# Gemeinde Novo Brdo
Die Gemeinde Novo Brdo (serbisch Општина Ново Брдо Opština Novo Brdo, albanisch Komuna e Novobërdës oder auch Komuna e Artanës) ist eine Gemeinde im Kosovo. Sie liegt im Bezirk Gjilan. Verwaltungssitz ist der Ort Bostan, der Gemeindename ist vom Ort Novo Brdo hergeleitet.

## Geschichte
Die Gemeinde Novo Brdo ist mit Jahresbeginn 1960 als eine der damals 28 kosovarischen Gemeinden gegründet worden, im Oktober 1965 wurde das Gebiet auf die Gemeinden Pristina und Gjilan aufgeteilt. Im Juni 1988 wurde die Gemeinde Novo Brdo wiedergegründet, jedoch nur mit diesen Ortschaften, die zuvor Pristina zugeteilt worden waren: Bostan, Novo Brdo, Prekoc, Tërniçec, Kllobukar, Llabjan, Zebinca, Izvor, Manishinca. 2008 sind der Gemeinde weitere Ortschaften aus den Gemeinden Gjilan und Kamenica eingegliedert worden.

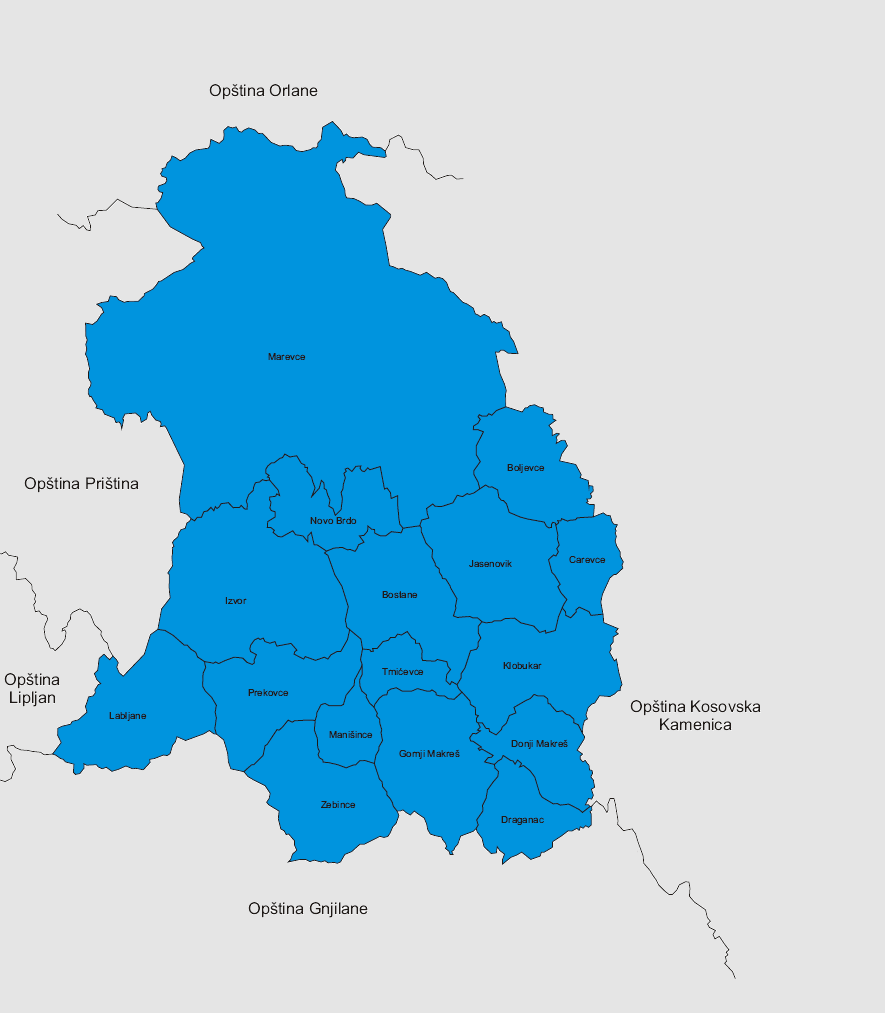
Gemeinde von 1960 bis 1965
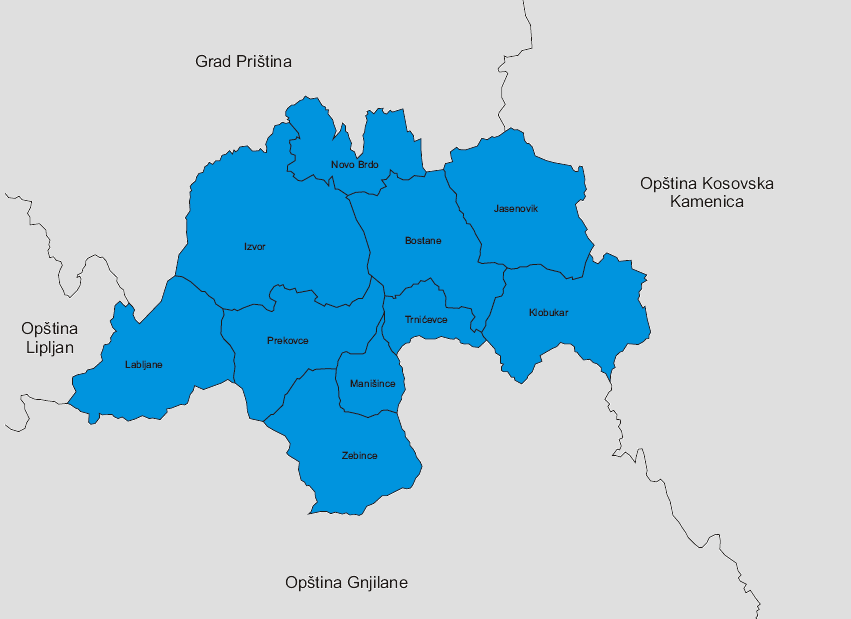
Gemeinde von 1988 bis 2008
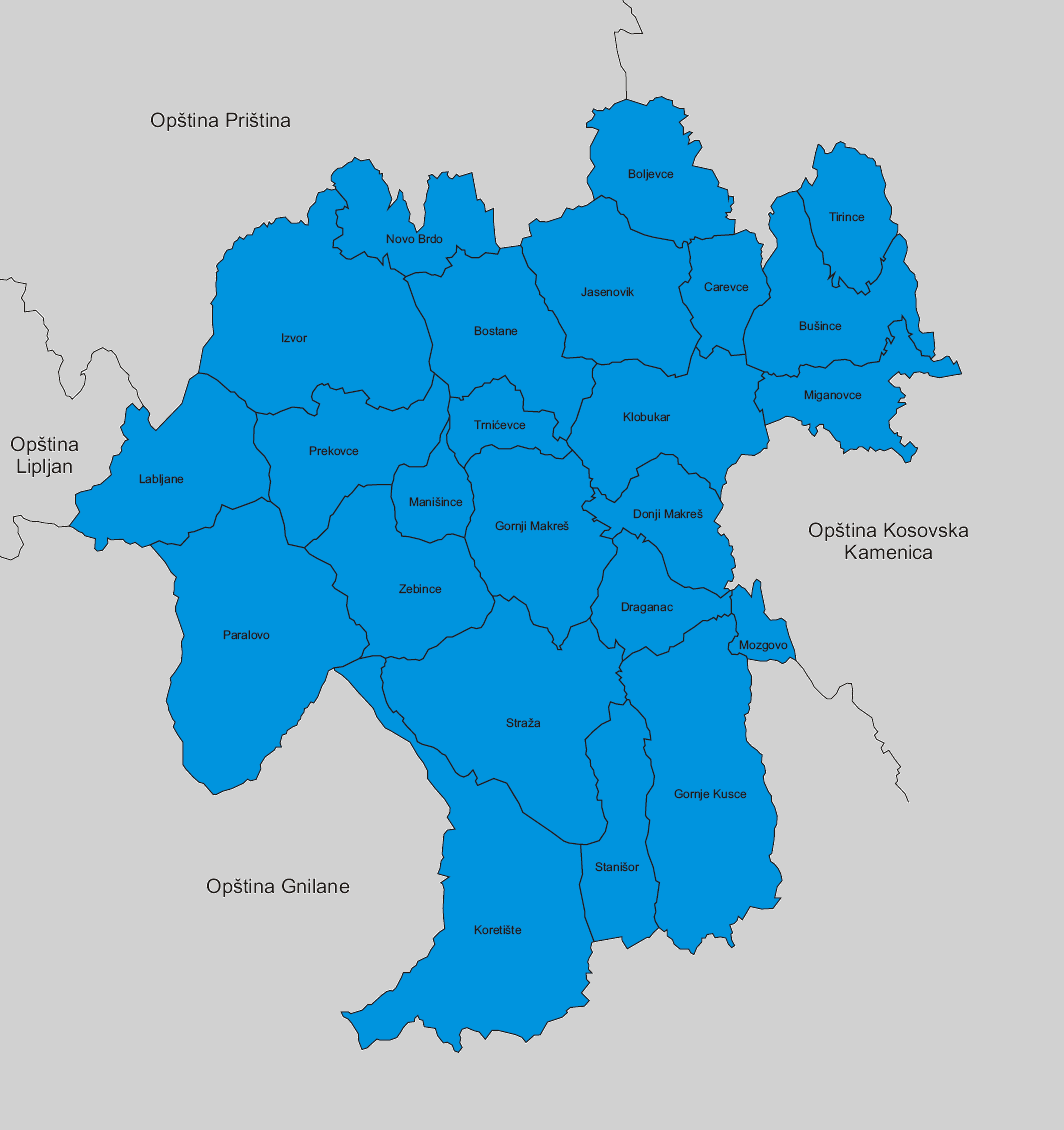
Seit 2008 bestehende Gemeinde

## Geographie

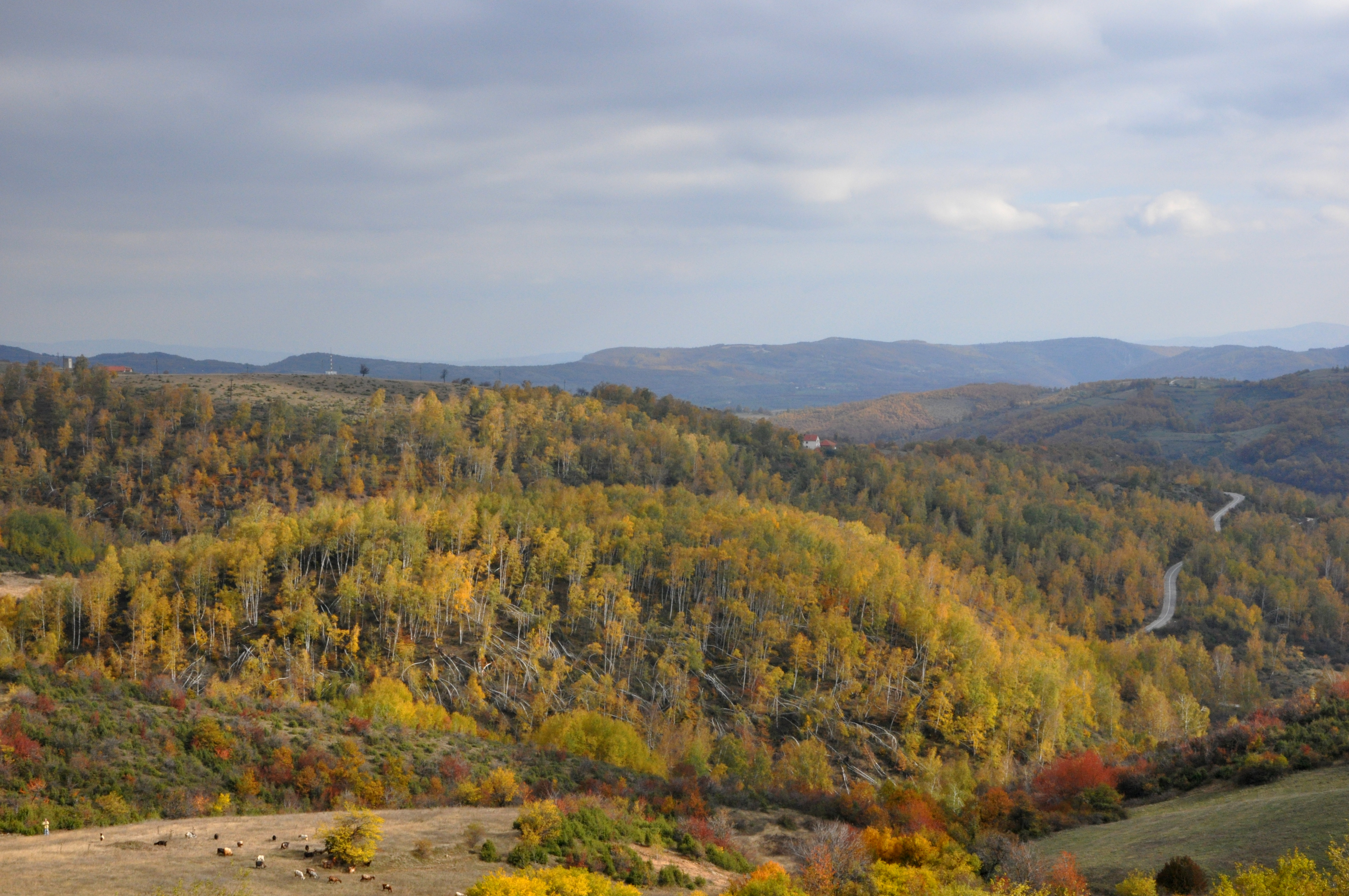
Landschaft in der Gemeinde Novo Brdo

Die Gemeinde Novo Brdo befindet sich im Osten des Kosovo. Im Norden grenzt sie an Pristina, im Osten an Kamenica, im Süden an Gjilan und im Westen an Lipjan. Insgesamt befinden sich 25 Dörfer in der Gemeinde, ihre Fläche beträgt 204,25 km². Zusammen mit den Gemeinden Kamenica, Klokot, Parteš, Ranilug, Vitia und Gjilan bildet sie den Bezirk Gjilan.
Die Ruinen der Festung Novo Brdo aus dem Mittelalter zeugen noch heute von den Bergwerksaktivitäten in der Region.

## Bevölkerung
Die Volkszählung aus dem Jahr 2011 ergab für die Gemeinde Novo Brdo eine Einwohnerzahl von 6.729, davon waren 3.524 Albaner, 3.122 Serben, 63 Roma, 29 Goranen, sieben Türken, fünf Bosniaken und drei Aschkali.
3.604 deklarierten sich als Muslime, 3.122 als Orthodoxe und von drei Einwohnern konnten keine Angaben erschlossen werden.
| Zensus    | 1948   | 1953   | 1961   | 1971   | 1981   | 1991   | 2011  |
| --------- | ------ | ------ | ------ | ------ | ------ | ------ | ----- |
| Einwohner | 10.541 | 11.372 | 13.015 | 13.986 | 12.901 | 11.811 | 6.729 |

| Ethnie    | Albaner | Serben | Türken | Bosniaken | Roma | Goranen | Andere | Unbekannt |
| --------- | ------- | ------ | ------ | --------- | ---- | ------- | ------ | --------- |
| Einwohner | 3.524   | 3.122  | 7      | 5         | 63   | –       | 2      | 3         |

| Religion  | Muslime | Orthodoxe | Katholiken | Atheisten | Andere | Unbekannt |
| --------- | ------- | --------- | ---------- | --------- | ------ | --------- |
| Einwohner | 3.604   | 3.122     | –          | –         | –      | 3         |

In der Gemeinde befindet sich sieben serbisch-orthodoxe Kirchen und zwei Moscheen.

## Orte
Die Liste der Orte in der Gemeinde Novo Brdo gibt einen Überblick über die 26 Ortschaften, welche zur Gemeinde gehören.
| Albanisch       | Serbisch      | Einwohnerzahl (Volkszählung 2011) |
| --------------- | ------------- | --------------------------------- |
| Bolec           | Boljevce      | 72                                |
| Bostan          | Bostane       | 487                               |
| Bushnica        | Bušince       | 128                               |
| Carec           | Carevce       | 27                                |
| Draganac        | Draganac      | 17                                |
| Izvor           | Izvor         | 442                               |
| Jasenovik       | Jasenovik     | 217                               |
| Pustenik        | Pustenik      | 629                               |
| Kllobukar       | Klobukar      | 114                               |
| Koretishta      | Koretište     | 530                               |
| Kosaç           | Stanišor      | 175                               |
| Kufca e Ëperm   | Gornje Kusce  | 890                               |
| Llabjan         | Labljane      | 875                               |
| Makresh i Ëperm | Gornji Makreš | 58                                |
| Makresh i Ulet  | Donji Makreš  | 71                                |
| Manishinca      | Manišince     | 67                                |
| Miganoc         | Miganovce     | 34                                |
| Mozgova         | Mozgovo       | 0                                 |
| Novobërda       | Novo Brdo     | 183                               |
| Parallova       | Paralovo      | 207                               |
| Pasjak          | Pasjak        | 1176                              |
| Prekoc          | Prekovce      | 214                               |
| Stanishor       | Stanišor      | 320                               |
| Tërniqec        | Trnićevce     | 50                                |
| Strazha         | Straža        | 191                               |
| Zebinca         | Zebince       | 165                               |

## Politik

### Legislative, Exekutive und Judikative

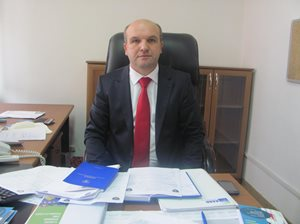
Svetislav Ivanović (2017)

Bürgermeister der Gemeinde ist seit November 2017 Svetislav Ivanović (GISL).
Das Gemeindegericht hat seinen Standort in der Stadt Kamenica. Ein weiteres Gericht ist nur für kleinere Vergehen zuständig und hat eine Kosovo-albanische Richterin. Das für Novo Brdo zuständige Bezirksgericht, die II. Instanz, befindet sich in der Bezirkshauptstadt Gjilan.

### Bildung
Die Gemeinde hat neun Grundschulen mit 1379 Schülern und 143 Lehrern. Daneben gibt es drei Sekundarschulen mit 358 Studenten und 37 Lehrern. Ebenso besitzt die Gemeinde drei Vorschulen mit 42 Kindern und drei Lehrern.

### Sicherheit
Die Gemeinde besitzt eine Polizeistation mit 33 Beamten, davon 22 Kosovo-Serben und 11 Kosovo-Albaner. Im November 2009 beklagte sich der Polizeichef Boban Todorović über den Mangel an Personal und fügte hinzu, dass mehr nötig ist. Erfolgreich berichtet er dennoch, dass Bürger durchaus kommen und Vorfälle melden.
Der damalige Bürgermeister der Stadt Novo Brdo Bajrush Ymeri sah die internethnische Integration in der mehrheitlich serbischen Gemeinde als einen Fortschritt des multiethnischen Kosovo.

## Infrastruktur

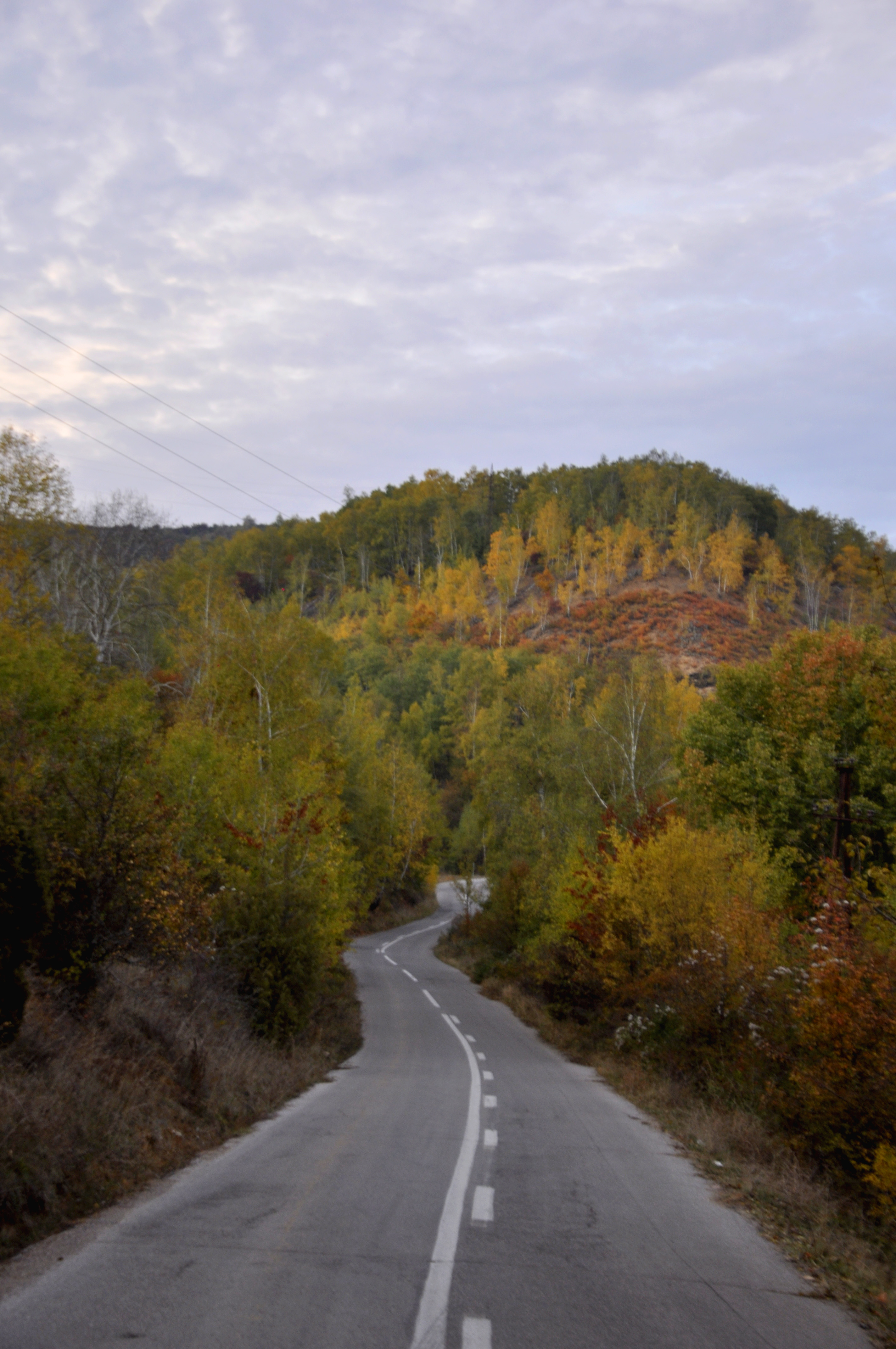
Ein Straßenverlauf um Novo Brdo

Die Infrastruktur in der Gemeinde ist eher schlecht. Die meisten Hauptstraßen sind nicht asphaltiert. Westlich der Grenzgemeinde Lipjan verläuft die M-25.2 in Richtung Pristina oder Gjilan. In Zukunft soll parallel zur Nationalstraße auch die Autostrada R 7.1 führen. Diese verbindet die Hauptstadt Pristina über Novo Brdo mit dem Grenzübergang Muçibaba zu Serbien.